# Antichasia Όri kai Meteora
Antichasia Όri kai Meteora este o arie protejată (arie de protecție specială avifaunistică — SPA) din Grecia întinsă pe o suprafață de 71.859,54 ha, integral pe uscat.

## Localizare
Centrul sitului Antichasia Όri kai Meteora este situat la coordonatele 39°45′42″N 21°44′49″E / 39.761677°N 21.747034°E.

## Înființare
Situl Antichasia Όri kai Meteora a fost declarat arie de protecție specială avifaunistică în februarie 1997 pentru a proteja 55 de specii de animale.

## Biodiversitate
Situată în ecoregiunea mediteraneană, aria protejată nu include niciun habitat protejat.
La baza desemnării sitului se află mai multe specii protejate de  păsări (55): uliu cu picioare scurte (Accipiter brevipes), fluierar de munte (Actitis hypoleucos), minunița (Aegolius funereus), ciocârlie-de-câmp (Alauda arvensis), pescăruș albastru (Alcedo atthis), fâsă-de-câmp (Anthus campestris), lăstunul mare (Apus apus), stârc cenușiu (Ardea cinerea), buha (Bubo bubo), pasărea ogorului (Burhinus oedicnemus), șorecarul comun (Buteo buteo), ciocârlie-cu-degete-scurte (Calandrella brachydactyla), fugaci mic (Calidris minuta), fugaci pitic (Calidris temminckii), caprimulg (Caprimulgus europaeus), șerpar (Circaetus gallicus), erete vânăt (Circus cyaneus), erete alb (Circus macrourus), prepeliță (Coturnix coturnix), lăstun de casă (Delichon urbicum), ciocănitoare cu spate alb (Dendrocopos leucotos), ciocănitoare de grădină (Dendrocopos syriacus), ciocănitoare neagră (Dryocopus martius), egretă mică (Egretta garzetta), Emberiza caesia, presură de grădină (Emberiza hortulana), Falco eleonorae, șoim călător (Falco peregrinus), vânturel de seară (Falco vespertinus), muscar-gulerat (Ficedula albicollis), muscar (Ficedula parva), Ficedula semitorquata, Hippolais olivetorum, rândunică (Hirundo rustica), capîntortură (Jynx torquilla), sfrâncioc roșiatic (Lanius collurio), sfrânciocul cu frunte neagră (Lanius minor), Leiopicus medius, ciocârlie de pădure (Lullula arborea), prigoare (Merops apiaster), codobatura galbenă (Motacilla flava), stârc de noapte (Nycticorax nycticorax), grangur (Oriolus oriolus), vrabie negricioasă (Passer hispaniolensis), viespar (Pernis apivorus), Phalacrocorax carbo sinensis, ciocănitoare verzuie (Picus canus), lăstun de mal (Riparia riparia), Spatula clypeata, turturică (Streptopelia turtur), Tachymarptis melba, fluierar de mlaștină (Tringa glareola), fluierar cu picioare verzi (Tringa nebularia), fluierarul de zăvoi (Tringa ochropus), fluierar de lac (Tringa stagnatilis).
Pe lângă speciile protejate, pe teritoriul sitului au mai fost identificate 1 specie de plante, 4 specii de păsări.